# Saint-Hilaire-de-Brens
Saint-Hilaire-de-Brens är en kommun i departementet Isère i regionen Auvergne-Rhône-Alpes i sydöstra Frankrike. Kommunen ligger i kantonen Crémieu som tillhör arrondissementet La Tour-du-Pin. År 2022 hade Saint-Hilaire-de-Brens 605 invånare.

## Befolkningsutveckling
Antalet invånare i kommunen Saint-Hilaire-de-Brens
Referens:INSEE